# Грета Фок
Грета Фок (нім. Grete Fock; 9 листопада 1897, Шлезвіг-Гольштейн — ?) — медсестра Німецького Червоного Хреста. Кавалер Залізного хреста 2-го класу.

## Біографія
Під час Другої світової війни Вебер 2 роки служила в 200-му польовому лазареті Африканського корпусу. Відзначилась під час нальоту британської авіації біля Мерса-Матрух, коли разом з Ільзою Шульц допомагала хірургові рятувати поранених.

## Нагороди
- Медаль Воєнних заслуг (26 березня 1942)
- Залізний хрест 2-го класу (10 квітня 1943)
- Нарукавна стрічка «Африка»
- Медаль «За італо-німецьку кампанію в Африці» (Італія)
- Медаль «За турботу про німецький народ»
- Хрест Воєнних заслуг 2-го класу з мечами (вересень 1944)